# پیاچنتزا دادیجه
پیاچنتزا دادیجه (به ایتالیایی: Piacenza d'Adige) یک کومونه در ایتالیا است که در استان پادووا واقع شده‌است. پیاچنتزا دادیجه ۱۸٫۶ کیلومتر مربع مساحت و ۱٬۳۷۱ نفر جمعیت دارد و ۱۰ متر بالاتر از سطح دریا واقع شده‌است.